# Chợ Cồn

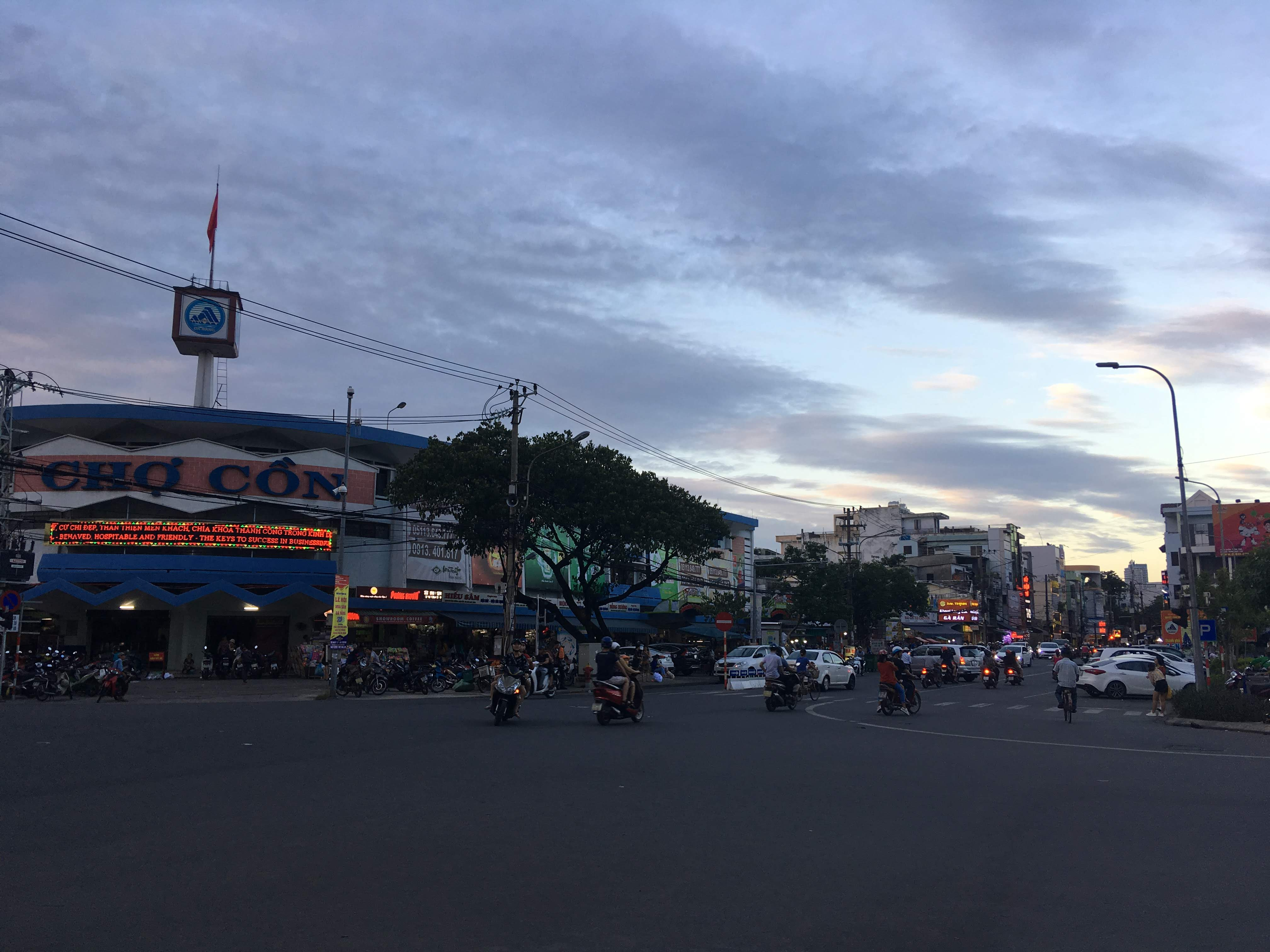
Chợ Cồn

Chợ Cồn là một ngôi chợ tại trung tâm thành phố Đà Nẵng.

## Vị trí
Chợ tọa lạc trên địa bàn phường Hải Châu II, quận Hải Châu, một mặt tiếp giáp với đường Hùng Vương, một mặt tiếp giáp với đường Ông Ích Khiêm.

## Lịch sử
Tên gọi "chợ Cồn" có từ thập niên 1940 của thế kỷ trước, do chợ nằm trên một cồn đất cao giữa lòng thành phố. Lúc đầu, chợ được xây dựng trên một cồn cát đầy lau sậy và lạch nước, các gian chợ là những nhà chòi tre. Về sau, chợ được tu bổ bằng những vật liệu kiên cố hơn. Tháng 12 năm 1984, chợ được UBND tỉnh Quảng Nam - Đà Nẵng cho xây dựng lại với 3 tầng có tổng diện tích 14.000 m² và được đặt tên chính thức là Trung tâm Thương nghiệp Đà Nẵng. Tuy nhiên, người dân vẫn quen gọi là "chợ Cồn". Năm 2012, theo nguyện vọng của người dân, Hội đồng nhân dân thành phố đã ban hành Nghị quyết đổi tên Trung tâm Thương nghiệp Đà Nẵng thành Chợ Cồn.

## Hình ảnh

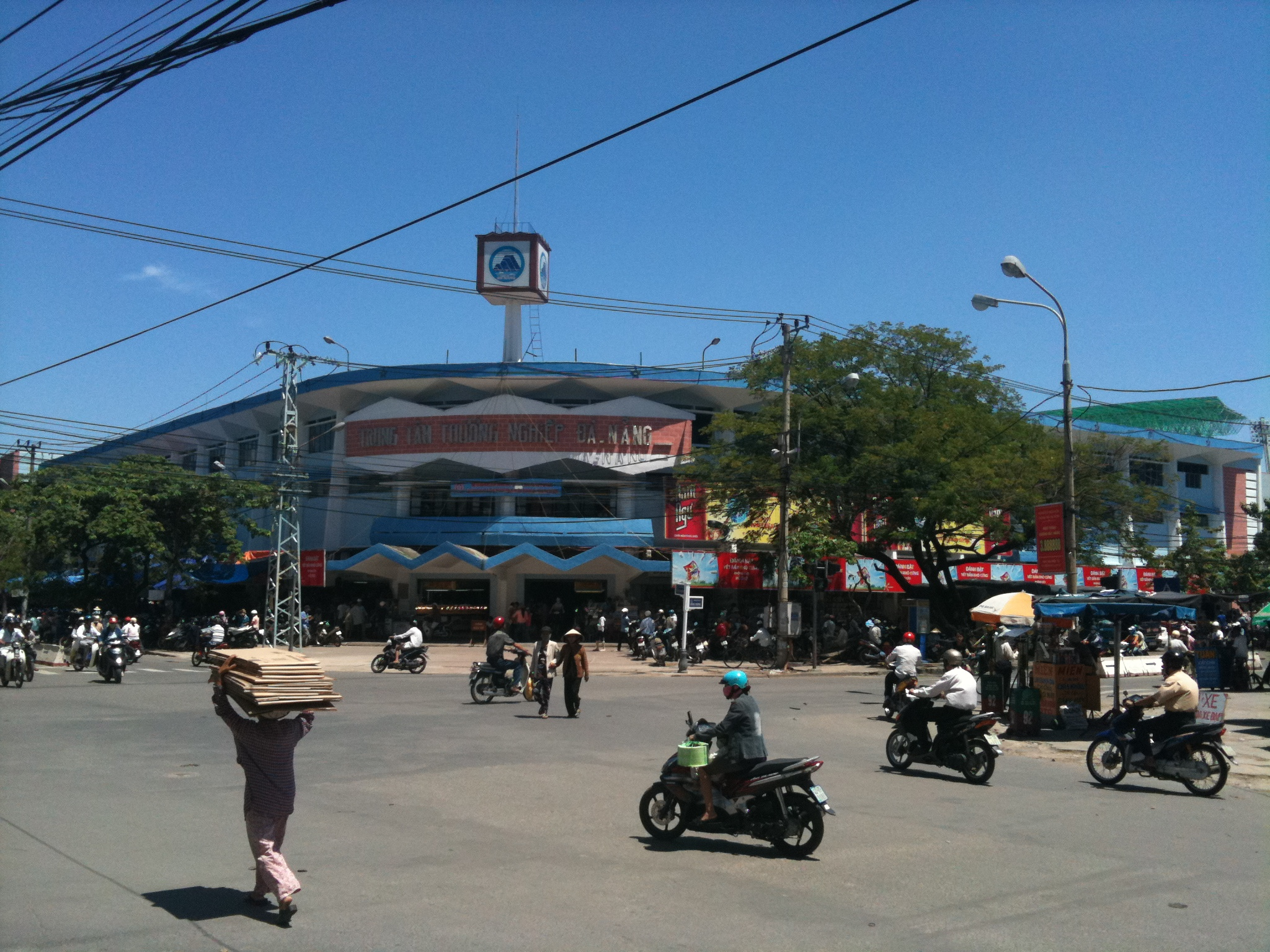
Ảnh chụp năm 2010
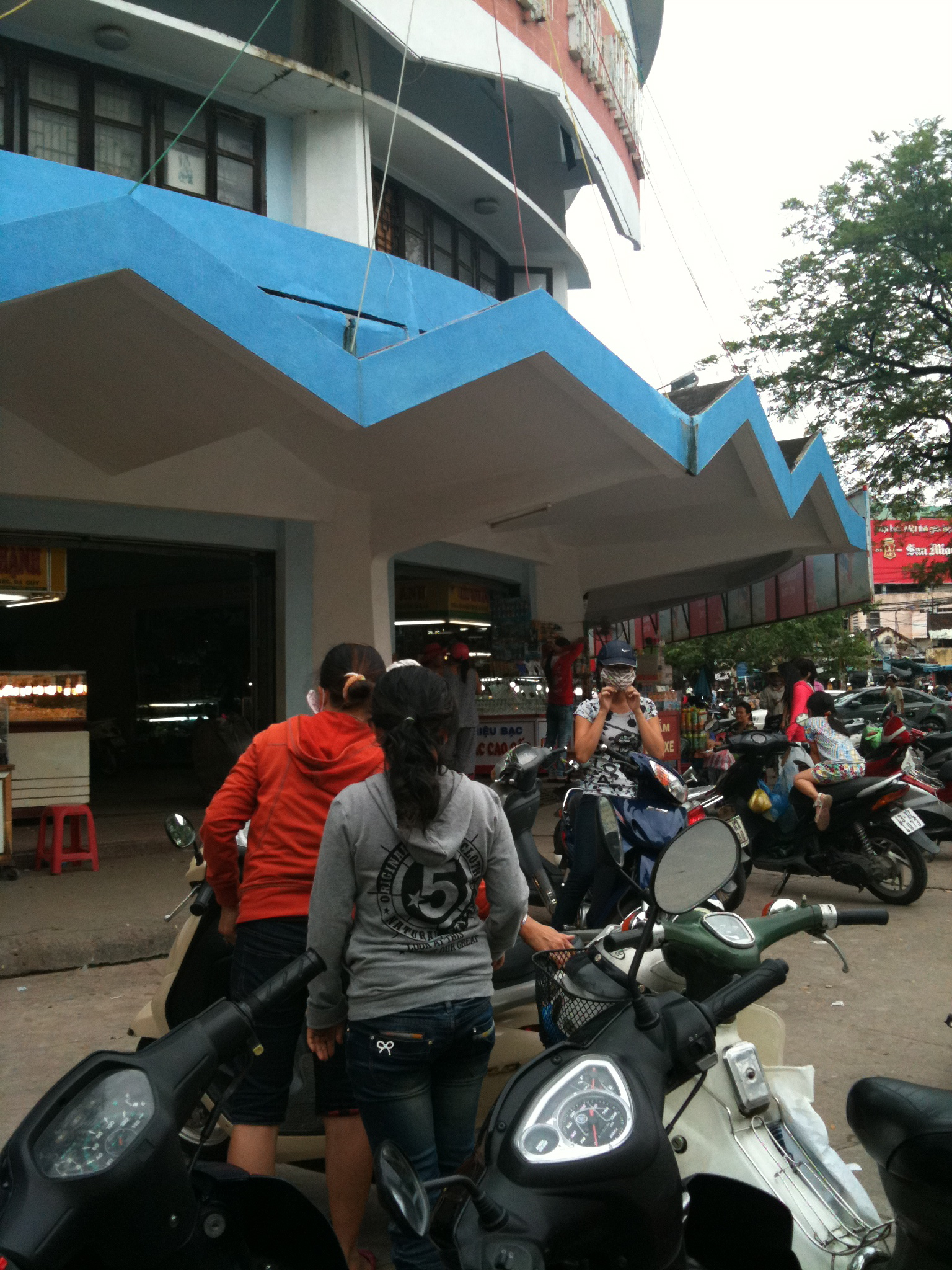
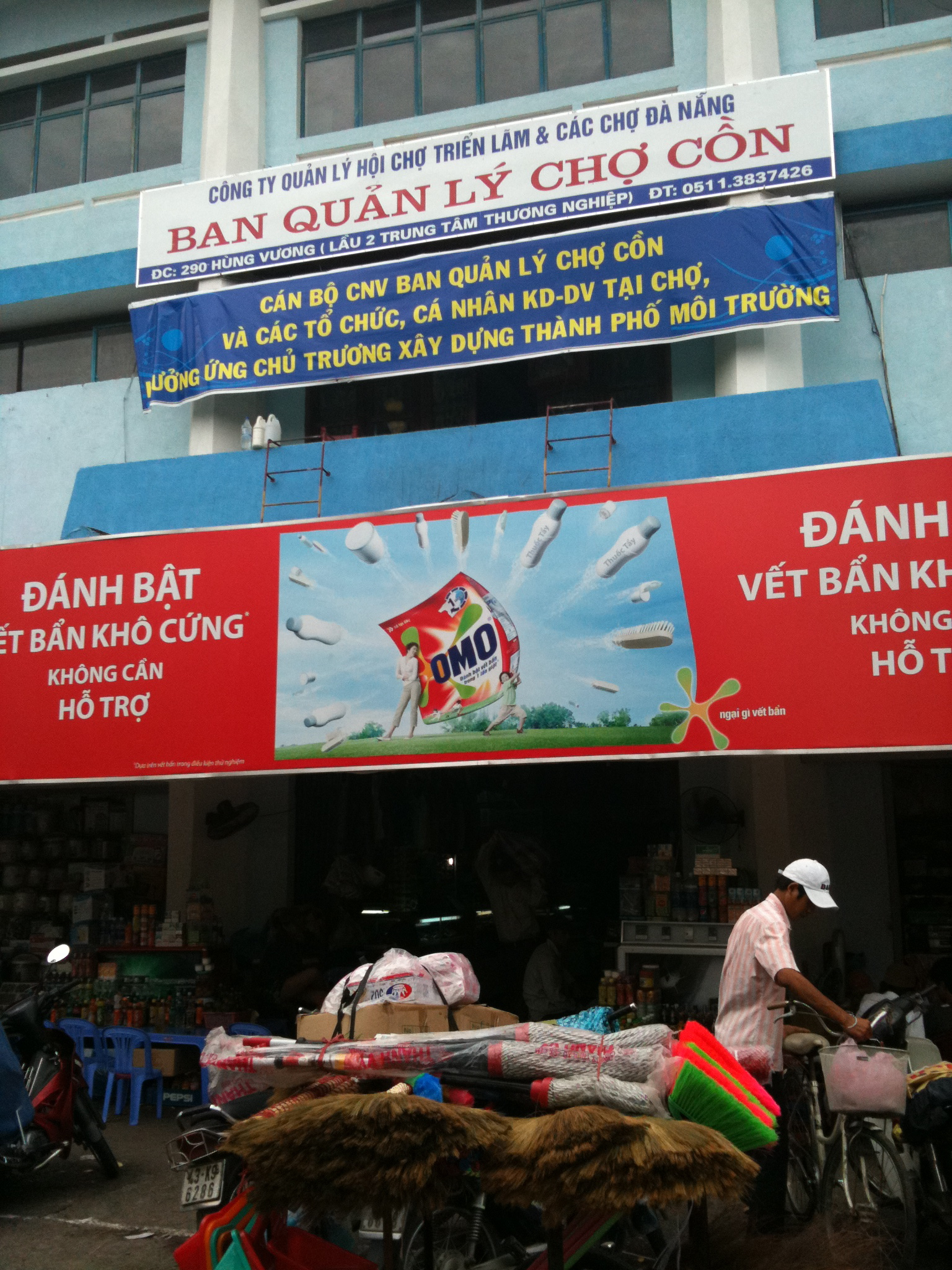
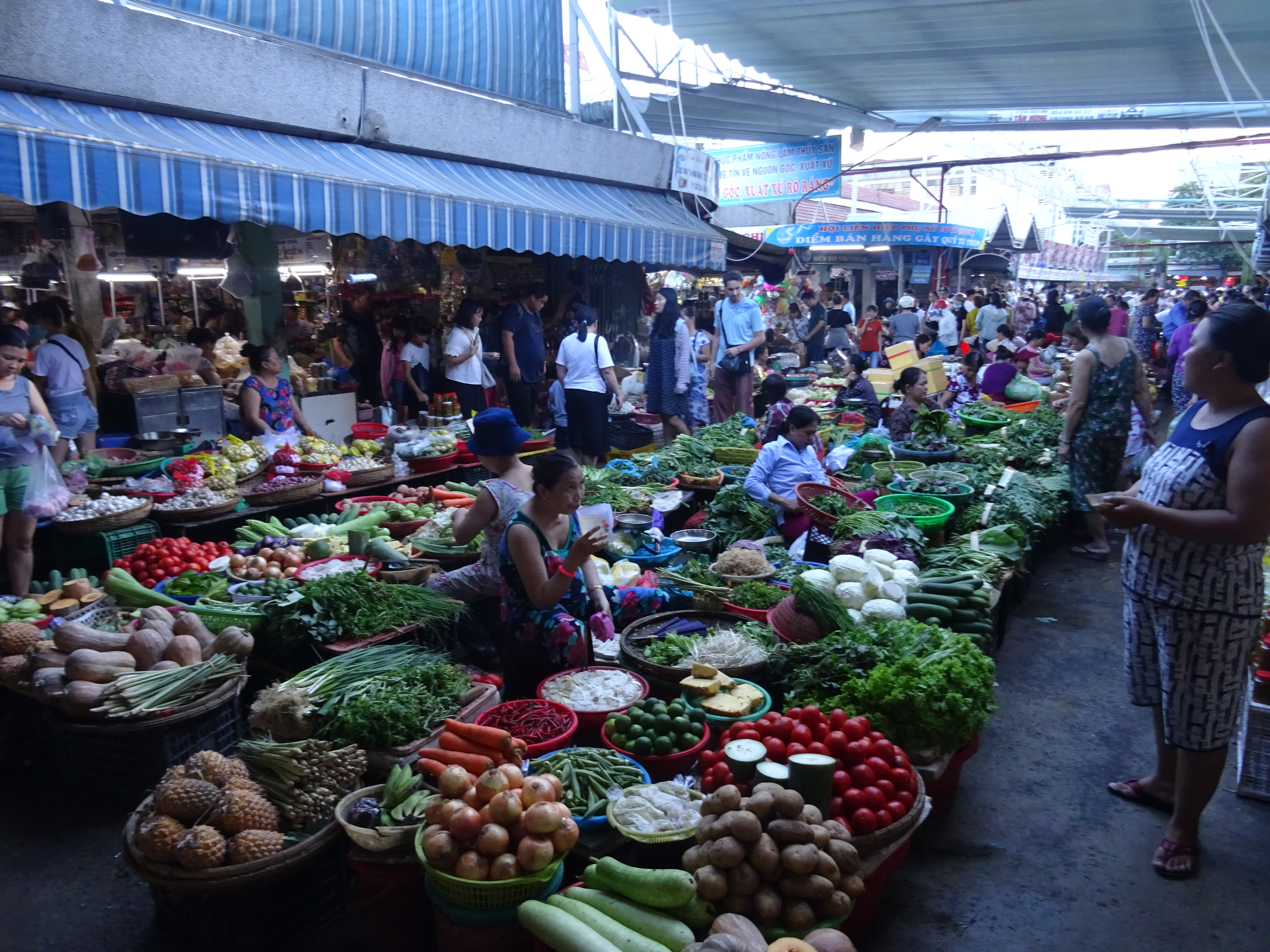
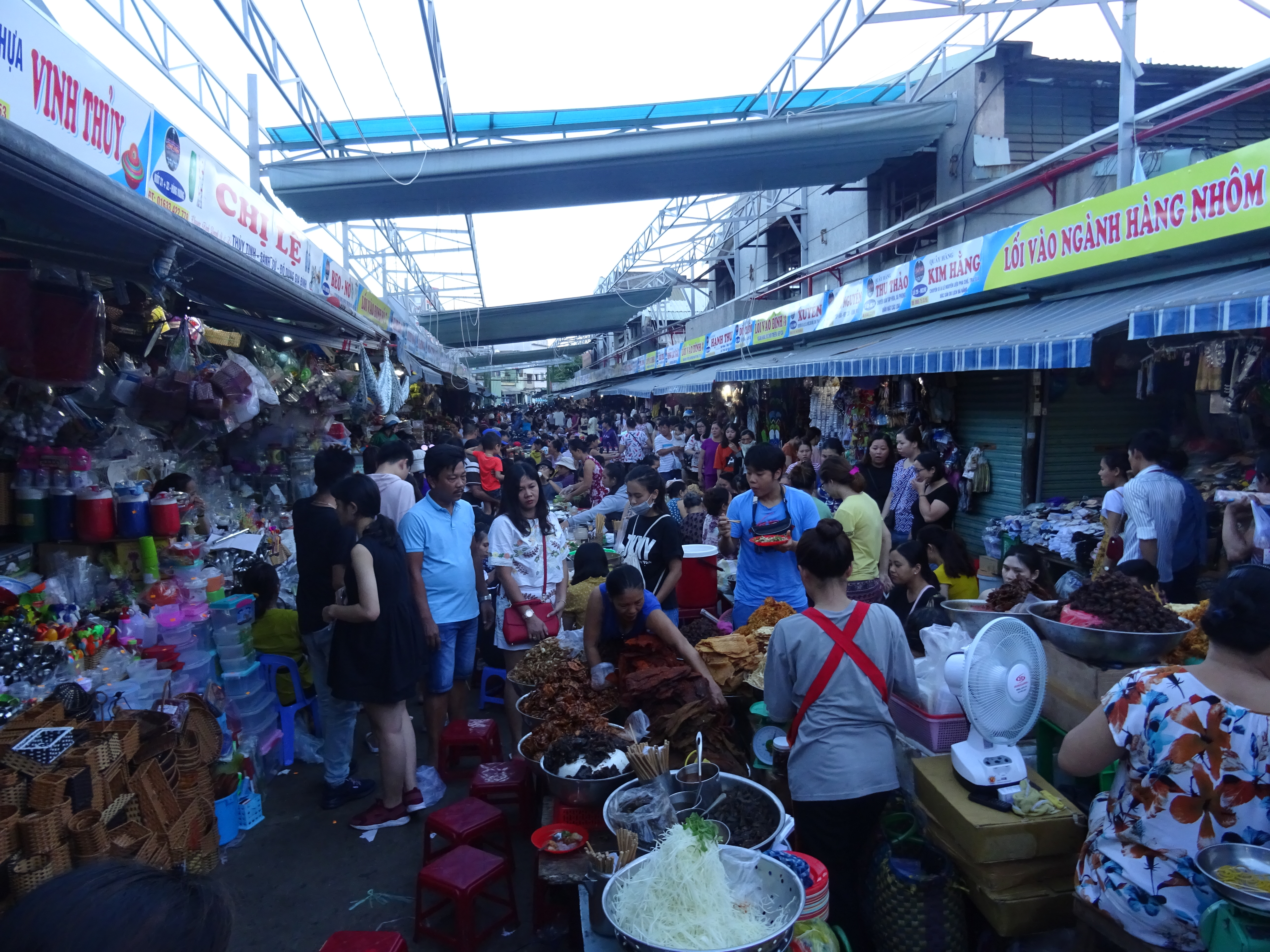
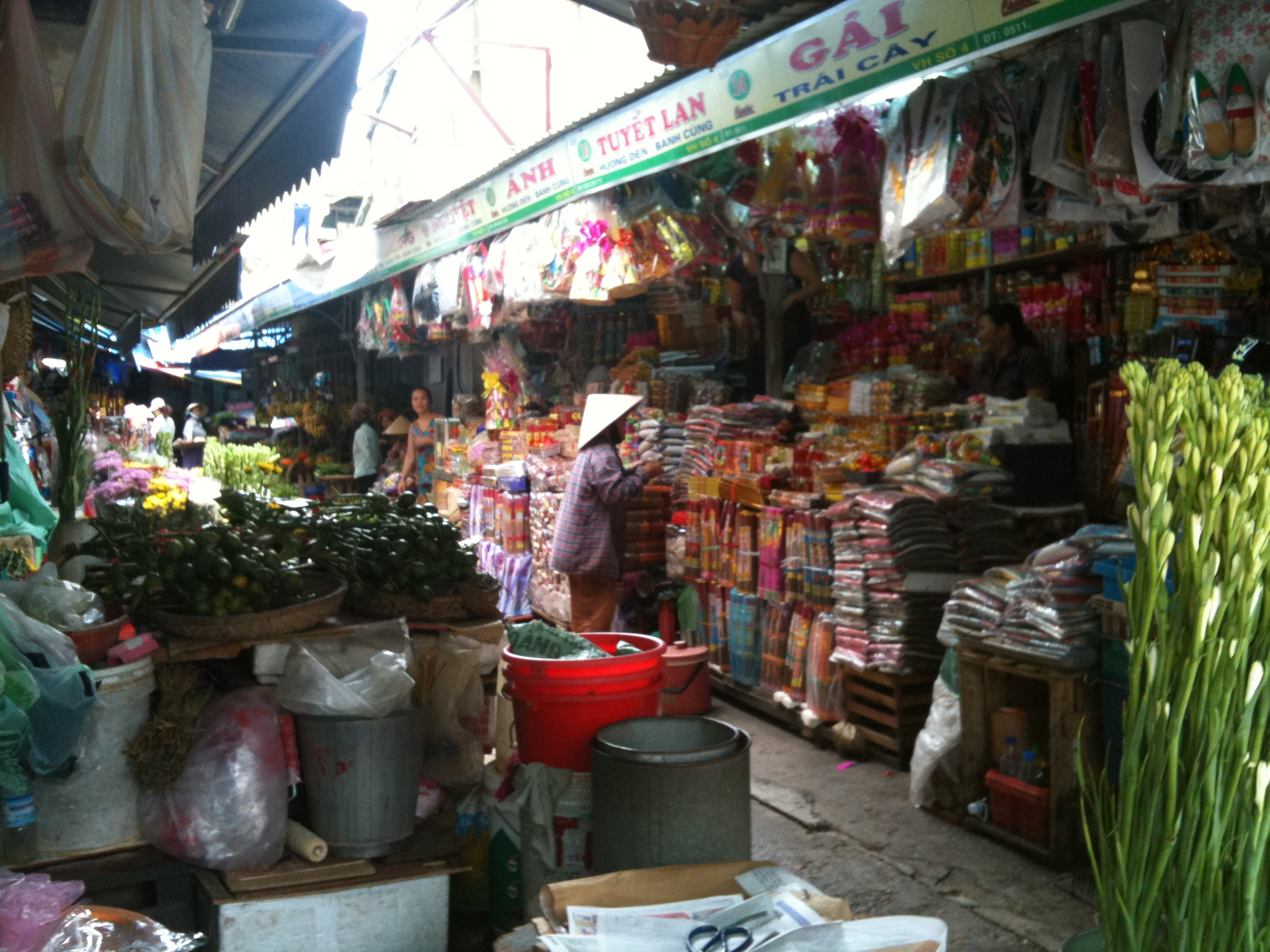